# دترمینان
دترمینان (به فرانسوی: déterminant) یک عدد است که از یک ماتریس مربع (مثل جدول عددی با تعداد مساوی سطر و ستون) به‌دست می‌آید و به ما می‌گوید که آیا آن ماتریس وارون‌پذیر است یا نه. اگر دترمینان صفر باشد، آن ماتریس وارون‌پذیر نیست. همچنین دترمینان نشان می‌دهد که یک تبدیل هندسی (مثلاً چرخش یا کشش) فضا را چقدر بزرگ یا کوچک می‌کند و جهت آن را حفظ می‌کند یا نه.
بنابراین دترمینان در جبر خطی به تابعی گفته می‌شود که هر ماتریس مربعی را (به عبارتی هر ماتریس {\displaystyle n\times n} را) به یک عدد نسبت می‌دهد. دترمینان بیشتر برای تعیین معکوس ماتریس‌ها استفاده می‌شود؛ به طوری که اگر دترمینان ماتریسی مخالف صفر باشد، آنگاه آن ماتریس معکوس‌پذیر است. از این رو از طریق دترمینان می‌توان مقادیر ویژه یک ماتریس یا به عبارت بهتر یک نگاشت خطی را تعیین کرد. مثال دیگر، این توابع، دترمینان ژاکوبی است که در روش تغییر متغیر برای انتگرال‌های چند بعدی، مورد استفاده قرار می‌گیرد.

## تعریف
اگر {\displaystyle A} یک ماتریس مربعی n-بعدی با اعضای {\displaystyle A_{i,j}}
({\displaystyle i,j\in \{1,\cdots ,n\}}) باشد، آنگاه دترمینان این ماتریس به صورت زیر نوشته می‌شود (نامیده شده به لایبنیتز):
{\displaystyle \det(A)=\sum _{\sigma \in S_{n}}\operatorname {sgn}(\sigma )\prod _{i=1}^{n}A_{i,\sigma (i)}}
در اینجا {\displaystyle S_{n}}، مجموعهً تمام جایگشت‌های ممکن بین اعداد
{\displaystyle \{1,\cdots ,n\}} است و {\displaystyle \operatorname {sgn}(\sigma )} تابعی است که مقدار آن برابر ۱برای جابه‌جایی‌های ({\displaystyle \sigma }) زوج و برابر {\displaystyle -1} برای جابه‌جایی‌های فرد است. در اینجا منظور از زوج و فرد، تعداد تعویض‌های دوتایی می‌باشد، که جابه‌جاییِ {\displaystyle \sigma } از آنها ساخته شده‌است.

## برخی از ویژگی‌ها
- اگر B ماتریس حاصل از جا به جایی دو سطر یا دو ستون ماتریس A باشد آنگاه دترمینان B برابر قرینهٔ دترمینان A.
- اگر ماتریس A دارای دو سطر یا دو ستون مساوی باشد دترمینان آن صفر است.
- اگر ماتریس A دارای سطر یا ستونی با درایه‌های صفر باشد، دترمینان آن صفر است.
- اگر ماتریس A یک ماتریس بالا مثلثی یا پایین مثلثی باشد، دترمینان آن برابرست با ضرب درایه‌های قطر اصلی.
- اگر تمام درایه‌های یک سطر یا یک ستون ماتریس A بر عددی مانند K بخش‌پذیر باشد آنگاه K از دترمینان خارج شده و در عدد دترمینان ضرب می‌شود.
- اگر دترمینان ماتریسی صفر شود آنگاه آن ماتریس وارون‌پذیر  نیست.

## کاربرد‌ها
- یکی از کاربرد های دترمینان ماتریس استفاده از آن در حل معادلات می باشد.
- کاربرد دیگر دترمینان ماتریس 3*3 استفاده از آن در ضرب خارجی دو بردار است به صورتی که اگر داشته باشیم {\displaystyle {\vec {a}}={\bigl (}{\begin{smallmatrix}a_{1}&a_{2}&a_{3}\end{smallmatrix}}{\bigr )}}, {\displaystyle {\vec {b}}={\bigl (}{\begin{smallmatrix}b_{1}&b_{2}&b_{3}\end{smallmatrix}}{\bigr )}}   آنگاه ضرب برداری آنها به این شکل دترمینانی قابل نمایش است    {\displaystyle {\vec {a}}\otimes {\vec {b}}}  =   {\displaystyle {\begin{vmatrix}i&j&k\\a_{1}&a_{2}&a_{3}\\b_{1}&b_{2}&b_{3}\end{vmatrix}}}

## مثال‌ها
برای، دترمینان‌های مرتبه یک، مرتبه دو و مرتبه سه به‌ترتیب داریم(روش بسط دترمینان):
{\displaystyle \det {\begin{bmatrix}a\end{bmatrix}}=a}
{\displaystyle \det {\begin{bmatrix}a&b\\c&d\end{bmatrix}}=ad-bc}
{\displaystyle \det {\begin{bmatrix}a&b&c\\d&e&f\\g&h&i\end{bmatrix}}=a(ei-hf)-b(di-gf)+c(dh-ge)}
برای ماتریس‌های مرتبه سه (۳×۳) از روش زیرین می‌توان استفاده کرد(روش ساروس):
مثلاً برای پیدا کردن دترمینان ماتریس 
احتیاط: از این روش فقط برای ماتریس‌های مرتبه سه استفاده می‌شود و از آن نمی‌توان برای ماتریس‌های بیش از مرتبه سه استفاده کرد.